# Soul Searching Sun
Albums de Life of Agony
Ugly
(1995) 1989 - 1999
(1999)
Singles
1. Weeds
Sortie : septembre 1997
2. Desire
Sortie : 1997
3. Tangerine
Sortie : 1998

Soul Searching Sun est le troisième album studio du groupe de heavy metal new-yorkais Life of Agony. Il est sorti le 9 septembre 1997 sur le label Roadrunner Records et fut produit par Phil Nicolo et le groupe.

## Historique
Cet album fut enregistré début 1997 en Pennsylvanie dans les Studio 4 Recordings de Conshohocken. Dan Richardson (ex Pro-Pain) a succédé à Sal Abruscato à la batterie. Le groupe accentue encore plus radicalement son changement de direction musicale commencé avec l'album précédent, vers un metal alternatif, loin du son de la Scène hardcore de New York du premier album River Runs Red.
Il se classa à la 157e place du Billboard 200 américain. Le single "Weeds" atteignit la 27e place du classement Mainstream Rock Tracks du Billboard Magazine.
Peu après sa sortie, le chanteur Keith Caputo quitta le groupe pour se consacrer à une carrière en solo.
La version digipack de la version européenne de l'album comprend trois titres bonus dont une reprise de la chanson Tangerine de Led Zeppelin sur laquelle Charlie Benante d' Anthrax vient accompagner le groupe en jouant de la guitare acoustique. Ces trois titres bonus apparaissent aussi en morceaux cachés sur une version américaine de l'album mais ne sont pas listés sur la pochette. 

## Liste des titres
- Toutes les musiques sont signées par le groupe, les paroles selon indications.

| No  | Titre                | Auteur               | Durée |
| --- | -------------------- | -------------------- | ----- |
| 1.  | Hope                 | Alan Robert          | 4:03  |
| 2.  | Weeds                | Robert               | 4:08  |
| 3.  | Gently Sentimental   | Keith Caputo, Robert | 3:20  |
| 4.  | Tangerine            | Caputo, Robert       | 4:10  |
| 5.  | My Mind Is Dangerous | Caputo, Robert       | 4:05  |
| 6.  | Neg                  | Caputo               | 3:48  |
| 7.  | Lead You Astray      | Robert               | 4:00  |
| 8.  | Heroin Dreams        | Caputo               | 5:45  |
| 9.  | None                 | Caputo, Robert       | 3:44  |
| 10. | Angry Tree           | Caputo               | 3:58  |
| 11. | Hemophiliac In Me    | Caputo               | 3:37  |
| 12. | Desire               | Robert               | 3:13  |
| 13. | Whispers             | Robert               | 5:16  |

Titres bonus Europeen Digipack
| No  | Titre                      | Auteur     | Musique | Durée |
| --- | -------------------------- | ---------- | ------- | ----- |
| 14. | River Runs Red (Re-Zamped) | Robert     | LOA     | 3:28  |
| 15. | Let's Pretend (Trippin')   | Caputo     | LOA     | 4:39  |
| 16. | Tangerine (Re-Zep)         | Jimmy Page | Page    | 3:28  |

Titres bonus US Limited Hidden Tracks
| No  | Titre                      | Auteur | Musique | Durée |
| --- | -------------------------- | ------ | ------- | ----- |
| 14. | River Runs Red (Re-Zamped) | Robert | LOA     | 3:28  |
| 15. | Let's Pretend (Trippin')   | Caputo | LOA     | 4:39  |
| 16. | Weeds (Unplugged)          | Robert | LOA     | 4:36  |

## Musiciens
Life of Agony
- Keith Caputo: chant.
- Alan Robert: basse, chœurs.
- Joey Z.: guitares, chœurs.
- Dan Richardson: batterie, percussions.

Musiciens additionnels
- Philip Nowlan: piano sur "My Mind Is dangerous"
- Chalie Benante: guitare acoustique sur "Tangerine (Re-Zep)"

## Charts
Album
| Pays         | Chart                   | Durée du classement | Meilleur classement |
| ------------ | ----------------------- | ------------------- | ------------------- |
| États-Unis   | Billboard 200           | 1 semaine           | 157e                |
| États-Unis   | Heatseeker Albums       | 2 semaines          | 9e                  |
| Allemagne    | Album Top 100           | 6 semaines          | 12e                 |
| Belgique (V) | Ultratop                | 1 semaine           | 34e                 |
| Finlande     | Suomen virallinen lista | 3 semaines          | 24e                 |
| Pays-Bas     | Mega Top 50             | 6 semaines          | 16e                 |
| Suède        | Sverigetopplistan       | 1 semaine           | 45e                 |

Charts singles
| Année | Single      | Chart                  | Durée du classement | Position |
| ----- | ----------- | ---------------------- | ------------------- | -------- |
| 1997  | "Weeds"     | Mainstream Rock Tracks | 13 semaines         | 27e      |
| 1997  | "Weeds"     | UK Singles Chart       | 1 semaine           | 91e      |
| 1997  | "Tangerine" | Mainstream Rock Tracks | 3 semaines          | 37e      |